# 坦布爾當崖
64°5′S 58°27′W / 64.083°S 58.450°W
坦布爾當崖（英語：Tumbledown Cliffs）是南極洲的山崖，位於詹姆斯羅斯島西岸，處於奧貝利斯克角以北6公里，在1903年由瑞典探險家奧托·努登舍爾德發現，現時由南極條約體系管理。